# Плотина Пак Мун Дам

Плотина Пак Мун Дам (Тайский: เขื่อนปากมูล) — крупное гидротехническое сооружение,  русловая ГЭС, расположенная в 5,5 км к западу от слияния рек Мун и Меконг в провинции  Убон Ратчатхани, Таиланд. Плотина с гидроэлектростанцией была построена энергетическим ведомством Таиланда (ГУЭТ) при поддержке Всемирного банка. Строительство плотины обошлось в общую сумму  в $240 млн., и было завершено в 1994 году.
В свое время, проект строительства был подвергнут критике за его негативное воздействие на рыбные запасы реки Мун, за недостаточные компенсационные выплаты пострадавших от разлива водохранилища жителей, а также непредставление прогнозируемой выходной мощности. Непосредственное воздействие плотины заключалось в затоплении 117 кв. км. земли и выселении с места затопления жителей.  Первоначально предполагалось переселить с места затопления 262 семьи. В конце концов, было переселено 912 семей, из них 780 семей потеряло все или часть своих земель. В целом, около 25 000 местных жителей утверждают, что пострадали от строительства плотины. Энергетическое ведомство Таиланда выплатило компенсацию переселенным жителям в размере 44,24 млн. долларов США и  15,8 млн. долларов — за потери в рыболовстве.

## Рыболовство
Ущерб, нанесенный рыбному хозяйству из-за строительства плотины на реке Мун, частично компенсировался строительством на реке рыбопропускных сооружений, позволяющих проходить рыбе в реке Мун на нерест. Однако, конструкция рыбопропускных сооружений была неудачной. В отчете Всемирной комиссии по плотинам было зафиксировано, что из 265 видов рыб, ранее обитавших в реке Мун, по крайней мере, 50 исчезло, а общее количество рыбы в реке снизилось во много раз. Вылов рыбы в реке снизился на 60-80 процентов. 
В ответ на протесты местных жителей, власти в июне 2001 года временно открыли ворота плотины. Исследования, проведенные в университете Убон Ратчатхани, рекомендовали держать ворота открытыми в течение ещё пяти лет. Вместо этого, Кабинет министров Таиланда распорядился с ноября 2002 года держать ворота открытыми в течение четырех месяцев в году.

## Параметры
Длина плотины составляет 300 метров, ширина — 17 метров, толщина — 7, 5 метров. Установленная мощность, вырабатываемая гидроэлектростанцией, составляет 136 мвт, годовое производство электроэнергии составляет 290 ГВтч.